# Рыбаков, Анатолий Николаевич
Анато́лий Никола́евич Рыбако́в (род. 27 февраля 1985, Белово, Кемеровская область, СССР) — российский легкоатлет, специализирующийся в беге на длинные дистанции. 3-кратный чемпион России. Чемпион Европы среди юниоров (2003). 2-кратный чемпион Европы среди молодёжи (2005, 2007). Призёр летней Универсиады. Мастер спорта России международного класса.

## Биография
С самого детства вместе со своим братом-близнецом Евгением тренируется в Белово у Александра Борисовича Фригина. Помимо тренировок, на большинстве соревнований братья Рыбаковы также традиционно бегут по дистанции вместе и часто пересекают финишную черту одновременно.
Основная специализация Анатолия определилась достаточно рано, в юношеском возрасте, и не изменилась с течением времени — кросс и бег на длинные дистанции (5000 и 10 000 метров). Его талант ярко раскрылся уже к 17 годам, когда он выиграл серебряную медаль на чемпионате Европы по кроссу среди юниоров, где большинство участников были старше на 2 года. Он оказался на втором месте на этих соревнованиях и на следующем чемпионате, а спустя год завоевал бронзу.
В 2003 году стал чемпионом Европы среди юниоров в беге на 5000 метров, а в 2005-м повторил этот успех и на молодёжном первенстве континента, опередив на финише британца Мохаммеда Фараха. Ещё одна победа на чемпионате Европы в возрастной категории до 23-х лет была одержана в 2007 году, на этот раз в беге на 10 000 метров. К этому моменту Анатолий и его брат окончательно вошли в число сильнейших стайеров в сборной России, регулярно выступая в её составе на официальных международных стартах. Среди них: чемпионаты Европы по кроссу, чемпионаты мира по полумарафону, Кубки Европы, международный экиден в Тибе.
В 2008 году Анатолий становится двукратным чемпионом страны. В кроссе на 8 км он разделил чемпионство с братом, а на полумарафоне победил единолично, показав лучший результат в карьере 1:02.54. На летнем чемпионате России в забеге, где Сергей Иванов установил новый национальный рекорд, стал третьим с высоким результатом 28.06,54.
Участвовал в чемпионате мира 2009 года на дистанции 10 000 метров, где занял 20-е место (28.42,28). В составе сборной становился серебряным (2009) и бронзовым (2010) призёром командного Кубка Европы по бегу на 10 000 метров. Лучший результат в индивидуальном первенстве — 9-е место в 2009 году (28.44,75).
После относительного спада в результатах вышел на старт бега на 5000 метров на чемпионате Европы — 2012. Надеясь выполнить норматив для участия в Олимпийских играх, в одиночку повёл забег, оторвался от основной группы на несколько десятков метров, но не выдержал темп и финишировал лишь 19-м.
На домашней Универсиаде в Казани выиграл серебро на 10 000 метров и бронзу в командном первенстве на полумарафоне (в личном первенстве был 9-м).
В 2014-м году стал сильнейшим в стране в беге на 5000 метров в помещении (13.44,21). Летом обновил личный рекорд на дистанции 10 000 метров, став вторым на чемпионате России — 28.03,59. Этот результат давал ему право выступить на чемпионате Европы. Однако перед самым отъездом на соревнования на медицинском обследовании у него был обнаружен гепатит B, из-за чего он был вынужден пропустить турнир. Лечение завершилось успешно, и уже в ноябре 2014 года Анатолий помог российской команде занять 4-е место на экидене в японской Тибе.
Выпускник Кузбасской государственной педагогической академии.
Выступает за спортивное общество «Динамо».

## Основные результаты
| Год  | Турнир                                    | Место проведения               | Дисциплина     | Место | Результат |
| ---- | ----------------------------------------- | ------------------------------ | -------------- | ----- | --------- |
| 2002 | Чемпионат Европы по кроссу среди юниоров  | Медулин, Хорватия              | кросс 6,17 км  | 2-е   | 18.17     |
| 2003 | Чемпионат мира по кроссу среди юниоров    | Лозанна, Швейцария             | кросс 7,92 км  | 34-е  | 25.29     |
| 2003 | Чемпионат Европы среди юниоров            | Тампере, Финляндия             | 5000 м         | 1-е   | 14.13,41  |
| 2003 | Чемпионат Европы по кроссу среди юниоров  | Эдинбург, Великобритания       | кросс 6,595 км | 2-е   | 20.52     |
| 2004 | Чемпионат мира по кроссу среди юниоров    | Брюссель, Бельгия              | кросс 8 км     | 38-е  | 26.30     |
| 2004 | Чемпионат мира среди юниоров              | Гроссето, Италия               | 5000 м         | 11-е  | 13.54,29  |
| 2004 | Чемпионат Европы по кроссу среди юниоров  | Херингсдорф, Германия          | кросс 5,64 км  | 3-е   | 16.33     |
| 2005 | Чемпионат Европы среди молодёжи           | Эрфурт, Германия               | 5000 м         | 1-е   | 14.06,69  |
| 2005 | Чемпионат Европы по кроссу                | Тилбург, Нидерланды            | кросс 9,84 км  | 42-е  | 28.28     |
| 2006 | Чемпионат Европы по кроссу среди молодёжи | Сан-Джорджо-су-Леньяно, Италия | кросс 8,03 км  | 5-е   | 23.22     |
| 2007 | Чемпионат Европы среди молодёжи           | Дебрецен, Венгрия              | 10 000 м       | 1-е   | 29.09,89  |
| 2007 | Чемпионат мира по полумарафону            | Удине, Италия                  | полумарафон    | 47-е  | 1:03.23   |
| 2007 | Чемпионат Европы по кроссу среди молодёжи | Торо, Испания                  | кросс 8,2 км   | 9-е   | 24.50     |
| 2008 | Чемпионат России по кроссу                | Жуковский, Россия              | кросс 8 км     | 1-е   | 23.30     |
| 2008 | Чемпионат России                          | Казань, Россия                 | 10 000 м       | 3-е   | 28.06,54  |
| 2008 | Чемпионат России по полумарафону          | Новосибирск, Россия            | полумарафон    | 1-е   | 1:02.54   |
| 2008 | Чемпионат мира по полумарафону            | Рио-де-Жанейро, Бразилия       | полумарафон    | 23-е  | 1:05.38   |
| 2009 | Кубок Европы по бегу на 10 000 метров     | Рибейра-Брава, Португалия      | 10 000 м       | 9-е   | 28.44,75  |
| 2009 | Чемпионат России                          | Чебоксары, Россия              | 10 000 м       | 2-е   | 28.19,39  |
| 2009 | Чемпионат мира                            | Берлин, Германия               | 10 000 м       | 20-е  | 28.42,28  |
| 2010 | Кубок Европы по бегу на 10 000 метров     | Марсель, Франция               | 10 000 м       | 12-е  | 28.46,26  |
| 2010 | Чемпионат Европы по кроссу                | Албуфейра, Португалия          | кросс 9,87 км  | 39-е  | 30.27     |
| 2012 | Чемпионат Европы                          | Хельсинки, Финляндия           | 5000 м         | 19-е  | 13.52,79  |
| 2013 | Чемпионат России по бегу на 10 000 метров | Москва, Россия                 | 10 000 м       | 2-е   | 28.36,88  |
| 2013 | Универсиада                               | Казань, Россия                 | 10 000 м       | 2-е   | 28.47,27  |
| 2013 | Универсиада                               | Казань, Россия                 | полумарафон    | 9-е   | 1:05.41   |
| 2014 | Чемпионат России в помещении              | Москва, Россия                 | 5000 м         | 1-е   | 13.44,21  |
| 2014 | Чемпионат России по бегу на 10 000 метров | Ерино, Россия                  | 10 000 м       | 2-е   | 28.03,59  |
| 2017 | Чемпионат России по бегу на 10 000 метров | Жуковский, Россия              | 10 000 м       | 1-е   | 28:01,93  |